# 事後承認法
事後承認法 (じごしょうにんほう、ドイツ語: Indemnitätsgesetz) は、1866年9月26日に公布されたプロイセン王国の法律である。軍制改革を巡る国王・政府と議会の対立を契機として1862年から続いていた無予算統治に事後承認を与えるもので、この法律の採決をもって国王・政府と議会との和解が図られた。無予算統治により議会の承認なく使われた国費を補償するという意味から「補償法」、無予算統治を強行した政府 (主にオットー・フォン・ビスマルク) の行動を免責するという意味から「免責法」と呼ばれることもある。

## 背景
プロイセンとオーストリアがそれぞれ自国を中心としたドイツ統一を進めようとする中、プロイセン国王ヴィルヘルム1世とプロイセン陸相アルブレヒト・フォン・ローンは軍制改革による軍事力強化が不可欠であると考えていた。実際、ウィーン会議以降、プロイセンの人口は増加していたにもかかわらず、常備軍の募集人数は据え置かれていた。プロイセン憲法の下で予算の承認権を保持していたプロイセン衆議院においても、自由主義派議員でさえオルミュッツの屈辱の反省から軍備増強には賛成していたが、自由主義的傾向を持ち自らの支持基盤ともなりうるラントヴェーアへの配慮もあって義務兵役期間を2年から3年に延長することは拒絶していた。その結果、軍制改革の経費を盛り込んだ予算案は否決され、ヴィルヘルム1世は退位して自由主義者であった息子フリードリヒ3世に譲位することすら考えていた。これに対して、オットー・フォン・ビスマルクは「自分は王権を守ることに尽くす忠臣であり、現状でも入閣する用意があり、衆議院の多数派に反してでも軍制改革を断行し、辞職者が出ても怯まない。」と申し出てヴィルヘルム1世に「それならば貴下とともに闘う事が私の義務だ。私は退位しない。」と言わしめて首相に任じられた。ビスマルクは予算案の承認が得られなかった場合に取るべき措置が憲法に明示されていないことを逆手に取り、空隙説を提唱して無予算統治を強行した。しかし、これは議会の態度を硬化させ、ビスマルクは議会から憲法違反の廉で批判を受け続けることになった。
軍制改革は議会の財政的承認なしに行われたため、衆議院はビスマルクの行動に反発してヴィルヘルム1世への政治的協力を表明するとともに、ビスマルクの解任と政府の構成に対する議会の影響力拡大を要求した。しかしヴィルヘルム1世はその要求を容れず、逆に衆議院を解散させた。ビスマルクは議会の承認により正当化された予算なしで国政を運営し、オーストリアとのドイツ統一を巡る覇権争いである普墺戦争に進んでいく。
憲法闘争において、プロイセン衆議院は政府が国政を運営するにあたって使用できる費用は憲法上 議会の承認を受けた予算の他にないという立場であった。一方のビスマルクは「憲法には、国王と両議院のいずれもが予算案で合意に至らない場合の取り扱いが規定されていない。予算不成立を理由に国家運営を停止させるわけにはいかない以上、首相は主権者たる国王からの負託に基づいて国家運営を行うべきであり、主権者たる国王は憲法に規定がないことによって生ずるこのような空隙を埋めるべき権能を有する」とする空隙説を展開した。ビスマルクは空隙説に基づき、衆議院を通過した予算なしで、実質的に議会を無視する形で1862年から1865年の国政を取り仕切った。

## 制定まで
ケーニヒグレーツの戦いがあった1866年7月3日に総選挙が行われ、保守派勢力が大勝を収めた。普墺戦争に勝利すると、ビスマルクはそれまでの衆議院との対決姿勢を改め、免責を確保すべく行動した。時期を慎重に見計らった上で、1862年から1865年にかけての予算の合法性を確認するとともに、予算における主権が衆議院にあることを認めることで自由主義者との和解を図ったのである。
ビスマルクは憲法を一方的に解釈したことを認める代わりに、予算が承認されないという例外的な状況では無予算統治以外の行動を採ることはできなかったとして免責を勝ち取った。この自由主義者との和解の試みは成功し、事後承認法案は1866年9月3日に衆議院で賛成230・反対75・棄権4で可決された。続く9月8日にはプロイセン貴族院で全会一致で承認され、1866年9月14日に公布・施行された。これをもってプロイセンの軍制改革を巡る憲法闘争は終結した。

## 余波
ドイツ進歩党は事後承認法案を巡って分裂した。党内左派は反対であったが、党内右派はビスマルクが断行した軍制改革と、オーストリアを排除したプロイセン主体の小ドイツ主義に基づくドイツ統一を支持して賛成し、国民自由党として独立した。国民自由党のメンバーは、ビスマルクを支持することは議会制民主主義に基づく国民国家の創設の早道になると期待していたのである。